# Ignacy Ziębowicz
Ignacy Ziębowicz (ur. 25 stycznia 1890 we wsi Głębokie, zm. 24 grudnia 1950 w Łodzi) – polski nauczyciel, regionalista, krajoznawca a także działacz społeczny.

## Życiorys

### Młodość
Ignacy spędził swoją młodość w Kłodawie, gdzie jego ojciec prowadził karczmę. Miał trójkę rodzeństwa – Kazimierę, Władysława i Lodzię.

### Dalsze życie
Uczył się w Seminarium Nauczycielskim Męskim w Łęczycy, z którego został w 1905 roku wyrzucony za udział w strajku, po dwóch miesiącach powrócił jednak do nauki i ukończył tam swoją edukację w 1908 roku. W tym samym roku uzyskał posadę nauczyciela w Borysławicach Kościelnych, a potem w Umieniu po jego prośbie o przeniesienie w 1911 roku. Był jednym z założycieli jednostki ochotniczej straży pożarnej w Drzewcach i Umieniu. 
W 1906 roku został członkiem Polskiej Partii Socjalistycznej, pełnił tam rolę kolportażysty aż do 1918 roku, kiedy postanowił zrezygnować z członkostwa w partii. W 1919 roku został kierownikiem szkoły powszechnej w Izbicy Kujawskiej, a później pełnił tę samą funkcję w Dzierawach. 
10 sierpnia 1920 roku wstąpił ochotniczo do wojska, służył w 18 Pułku Piechoty i brał udział w wojnie polsko-bolszewickiej. Wcześniej pełnił też funkcję komendanta placówki terenowej Polskiej Organizacji Wojskowej. 
We wrześniu 1925 roku zaczął organizować darmowe wieczorne lekcje na których ponad 56 uczniów uczyło się czytania, pisania, rachowania oraz historii i geografii Polski. Zajmował się też organizacją uroczystości patriotycznych. Bezpłatnie rozprowadzał wśród uczniów sadzonki morwy białej, wierzby, astrów, ubiorku i wielu innych roślin.
21 lutego 1926 roku założył w Dzierawach Koło Młodzieży Wiejskiej, w którym działało 39 osób, udało mu się wygrać ponad 30 nagród i dyplomów z różnych konkursów. Dzięki tym sukcesom działalność ta przeniosła się na cały powiat, doprowadzając do powstania okręgu ZMW, którego pierwszym wiceprezesem został właśnie Ziębowicz. Za swoją działalność został nagrodzony nagrodą honorową.
W 1926 zapoczątkował również oddział Wychowania Fizycznego i Koło Rolnicze. Na początku 1928 roku za pieniądze z wydzierżawienia części terenu Dzieraw kółko kupiło brony łąkowe a dwa lata później Ignacy założył w szkole Kasę Oszczędnościową. 10 września 1933 roku założył też koło Towarzystwa Popierania Budowy Publicznych Szkół Powszechnych i został jego sekretarzem. Prowadził także działalność naukową i przeprowadzał eksperymenty z zastosowaniem nawozów sztucznych. Za tę działalność w 1934 roku otrzymał od wojewody łódzkiego nagrodę za zasługi w zakresie szerzenia oświaty rolniczej. 
Ignacy prowadził 10 grudnia 1938 roku pierwszą audycję radiową nadawaną z Koła ze względu na to że był od dawna członkiem Polskiego Towarzystwa Krajoznawczego, zaprezentował tam między innymi "Legendę o kukułce" – opowieść o której usłyszał od mieszkanki Dzieraw Józefy Kaczmarkowej, którą spisał w miejscowej gwarze, wiązało się to z jego zainteresowaniem etnografią. 
Po wybuchu II wojny światowej został aresztowany przez Niemców, a następnie wysłany na prawie rok pracy przymusowej w Niemczech. Po powrocie rozpoczął walkę z analfabetyzmem w powiecie kolskim, dlatego za darmo uczył dorosłych ludzi pisania i czytania, za co w 1949 roku został nagrodzony Odznaką Honorową. Pod koniec 1948 roku założył szkolne koło wspierające odbudowę stolicy.

### Kolekcja Ziębowicza
W 1929 roku podzielił się informacją z gazetą „ABC” która później opublikowała artykuł „Nieco z prahistorji kolskiego powiatu” o swoim znalezisku archeologicznym w Łubiance a mianowicie pozostałościach osady z okresu neolitu sprzed około 5000 do 2000 lat temu, znalazł tam narzędzia krzemienne, ceramikę i ozdóbki z brązu, ale niestety znaleziska te jak podaje, zostały skradzione w 1914 roku przez niemieckich doktorów.
Oprócz zajmował się także kolekcjonerstwem, większość jego zbiorów znajduje się w Muzeum Etnograficznym w Poznaniu. Wystawa liczy 314 eksponatów i nosi tytuł "Kolekcja Ziębowicza".
Zajmował się też numizmatyką, uzbierał kolekcję 86 odcisków pieczęci z urzędów, instytucji i z okolic Koła z lat 1914-1918.

### Twórczość pisarska
Pierwszą swoją książkę napisał w 1937 roku pod tytułem „Przewodnik po zabytkach wielkopolskiego miasta Koła”, następnie w 1946 roku „Krótki przewodnik po kolskim powiecie” a ostatnią w 1947 r. pod tytułem „Wesele ludowe spod Koła w województwie poznańskim”, została ona opublikowana dopiero w 2000 roku dzięki zgodzie bratanicy autora i dzięki Towarzystwu Przyjaciół Miasta Koło.

### Śmierć
Zmarł nagle 24 grudnia 1950 roku podczas wizyty w mieszkaniu swojej siostry w Łodzi, na jego pogrzebie pojawiła się rodzina, bliskie mu osoby oraz przedstawiciele ZNP i delegacja ze szkoły w Dzierawach.